# Дерево растёт в Бруклине

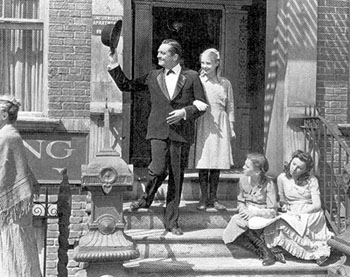
Джеймс Данн и Пегги Энн Гарнер в сцене из фильма

«Дерево растёт в Бруклине» (англ. A Tree Grows in Brooklyn) — дебютный драматический фильм Элиа Казана по одноимённому роману Бетти Смит. Премьера состоялась 28 февраля 1945 года. Исполнитель роли второго плана Джеймс Данн за актёрскую работу в картине удостоился премии «Оскар».

## Сюжет
1900 год, Бруклин. Несколько месяцев из жизни ирландско-американской семьи Нолан. Кэти — домохозяйка, зарабатывающая на всю семью мытьём полов в многоквартирном доме. Её муж Джонни — алкоголик, неспособный содержать семью. У них двое детей — 13-летняя Фрэнси и 11-летний Нили.

## В ролях
- Дороти Макгуайр — Кэти Нолан
- Пегги Энн Гарнер — Фрэнси Нолан
- Джеймс Данн — Джонни Нолан
- Тед Дональдсон — Нили Нолан
- Джоан Блонделл — Сисси Эдвардс
- Ллойд Нолан — офицер Макшейн
- Джеймс Глизон — Макгэррити
- Джон Александер — Стив Эдвардс

В титрах не указаны
- Глория Толботт — школьница
- Ева Ли Кани — девочка
- Чарльз Хэлтон — мистер Баркер

## Награды и номинации
«Оскар»:
- 1946 — Лучшая мужская роль второго плана (Джеймс Данн)
- 1946 — Лучший адаптированный сценарий (Фрэнк Дэвис, Тэсс Слесинджер) — номинация
- 1945 — Молодёжная награда Академии — выдающийся ребёнок-актёр 1945 года (Пегги Энн Гарнер)